# Cassare
Cassare o calissare (dal portoghese casar, "sposarsi") era il termine utilizzato per il matrimonio tra europei ed africani in epoca coloniale. Quella del cassare divenne una vera e propria politica ed economia. La pratica era già utilizzata in epoca pre-europea per integrare tra loro anche le diverse tribù africane presenti. Le tribù più potenti dell'Africa occidentale (ed in particolare della Costa d'Oro) erano solite utilizzare i matrimoni come alleanza o per rafforzare i legami commerciali con gli europei facendo sposare a questi le donne delle loro famiglie. Questi matrimoni erano comuni anche all'inizio della pratica schiavista. I matrimoni venivano spesso svolti secondo il costume africano, fatto a cui di norma gli europei non si opponevano a fronte delle importanti ragioni che lo motivavano.
Le mogli africane per contro potevano ottenere dei soldi di dote e un'istruzione per i loro figli, oltre a poter ereditare delle proprietà e persino degli schiavi dai loro mariti quando questi decidevano di tornare in Europa o morivano.
Molti gruppi etnici dell'Africa, come ad esempio i ga o i fante, utilizzarono largamente questo sistema per ottenere vantaggi politici ed economici. Esso fu la base che permise agli europei di penetrare nell'intricata rete degli stati africani e di vantare dei diritti, di stringere alleanze e di fare contrattazioni.